# Hydroxyde de germanium(II)

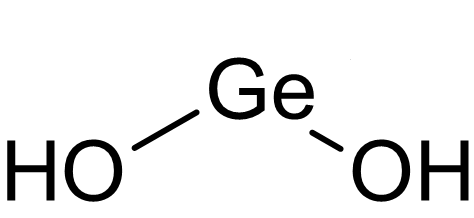
La structure de l'Hydroxyde de germanium(II)

L'hydroxyde de germanium(II) est un composé chimique mal caractérisé de formule Ge(OH)2 dont l'observation a été publiée pour la première fois en 1886. On l'obtient sous la forme d'un précipité blanc ou jaunâtre lorsqu'une base est ajoutée à une solution contenant du GeII obtenue par exemple par réduction d'une solution acide de dioxyde de germanium GeO2 avec de l'acide hypophosphoreux H3PO2, ou encore par hydrolyse du dichlorure de germanium GeCl2. Ce précipité, qui n'a pas de stœchiométrie définie, peut être représenté par GeO·xH2O, Ge(OH)2·xH2O ou grossièrement par Ge(OH)2 et n'est que faiblement soluble dans l'eau et les solutions basiques, et marginalement dans l'acide perchlorique HClO4.